# 克拉玛依职业技术学院
45°32′55″N 84°55′28″E / 45.54853°N 84.92447°E
克拉玛依职业技术学院是位于中国新疆维吾尔自治区克拉玛依的一所普通大专院校，建校于1956年。

## 教学
学院开设的专业：石油、石化、土建、机电设备、汽车、计算机、自动化、电气、旅游、财经等十大类42个。
国家高职示范重点建设专业：石油化工、生产技术、钻井技术、油气开采技术、油气储运技术、化工设备维修技术。
国家支持专业服务能力提升建设专业：电气自动化技术、机电设备维修与管理。
新疆维吾尔自治区高职特色专业：酒店管理、汽车检测与维修技术、石油与天然气地质勘探技术、机械制造与自动化。